# Martha Cowles Chase
Martha Cowles Chase (Cleveland Heights, Ohio, 1927 – Lorain, Ohio, 8 d'agost de 2003), també coneguda com a Martha C. Epstein, va ser una biòloga estatunidenca especialitzada en genètica, famosa mundialment per haver format part del grup que en 1952 va demostrar que l'ADN és el material genètic per a la vida, i no les proteïnes.

## Biografia
Chase va néixer en 1927 a Cleveland, Ohio. En 1950 es va graduar en Ciències en la Universitat de Wooster i en 1964 va obtenir el seu PhD en la Universitat del Sud de Califòrnia.
En 1952 va treballar com a assistent de laboratori de l'expert en bacteris Alfred Hershey en el Cold Spring Harbor Laboratory de la Universitat del Sud de Califòrnia. Tots dos van demostrar en el denominat experiment de Hershey i Chase que és l'ADN la base del material genètic, i no les proteïnes. Posteriorment seria molt respectada com a genetista.
Diversos successos que li van ocórrer durant la dècada de 1960 van acabar la seva carrera com a científica. Va passar dècades patint una forma de demència que la privava de la seva memòria a curt termini. Va morir el 8 d'agost de 2003 de pneumònia.